# Johann Nepomuk Idtensohn
Johann Nepomuk Idtensohn (* 18. Mai 1827 in Wil SG; † 19. Mai 1892) war ein Schweizer Priester. Er war von 1876 bis zu seinem Tode Bibliothekar der Stiftsbibliothek St. Gallen.

## Leben
Johann Nepomuk Idtensohn wuchs in Wil auf und bereitete sich in St. Gallen auf seine höheren Studien der Philosophie vor, welche er 1846 in Luzern begann, ab dem Wintersemester 1847 an der Albert-Ludwigs-Universität Freiburg fortsetzte und dort mit der Promotion 1950 vollendete. Zum Priester geweiht, wirkte er als Domvikar in St. Gallen, als Kaplan und Professor in Lichtensteig und Rorschach, als Religionslehrer an der Kantonsschule, danach von 1865 bis 1872 als Pfarrer in Oberriet. Von der Pfarrei Niederbüren wurde er 1876 an die Stiftsbibliothek St. Gallen berufen. Mit seiner Hilfe legte die Stiftsbibliothekskommission ein Verzeichnis der bedeutendsten Codices an, die nicht ausser Haus gegeben, also auch nicht an Gelehrte und Bibliotheken in aller Welt versandt werden sollten. Während im Jahre 1877 nur 72 Manuskripten-Bände benutzt wurden, stieg deren Zahl in seiner Zeit fortwährend und erreichte im Jahre 1890 die Zahl von 410 Bänden.
Idtensohn starb nach vierjähriger Erkrankung um Mitternacht auf den 19. Mai 1892. Im Nachruf im Zentralblatt für Bibliothekswesen, der aus der Zeitung Ostschweiz vom 24. Mai 1892 übernommen war, war zu lesen:

«Es giebt wenige Bibliothekarsvorstände in Deutschland, und wohl auch sonst in Europa, die nicht die liebenswürdige Gefälligkeit des verstorbenen Vorstandes der berühmten St. Galler Stiftsbibliothek erfahren haben.»

Ein Porträt von ihm befindet sich in der Kantonsbibliothek St. Gallen.